# Кубічна Ксенія Сергіївна
Ксенія Сергіївна Кубічна (біл. Ксенія Кубічная; нар. 6 квітня 1999, Могильов, Білорусь) — білоруська футболістка, захисниця російського клубу «Рязань-ВДВ» та збірної Білорусі.

## Життєпис
Перший тренер Наталія Леонідівна Ласточкіна, до футболу Кубічна займалася академічним веслуванням. На молодіжному рівні виступала за ДУО СШ №6 Могильова та СДЮШОР № 7.
Долрослу футбольну кар'єру розпочала 2016 року в «Іслоч-РДУОР». У 2020 році перебрався до «Мінська». Наступного року перейшов до «Рязань-ВДВ».

## Досягнення
командні
- Чемпіонат Білорусі
  -  Срібний призер (2): 2018, 2020

- Кубок Білорусі
  -  Фіналіст (3): 2018, 2019, 2020

- Суперкубок Білорусі
  -  Володар (1): 2020
  -  Фіналіст (1): 2019